# حادث تحطم طائرة سيسنا سيتايشن إكس 2012
حادث تحطم طائرة سيسنا سيتايشن إكس 2012 طائرة سيسنا 750 سيتايشن إكس كانت تحمل علي متنها 3 ركاب و2 من أفراد الطاقم في رحلة طيران من لينتس إلي فرانكفورت في 1 مارس 2012 وأثناء الاقتراب النهائي تسبب خطأ طاقم الطائرة بسبب الطيران بقواعد الطيران البصري في قواعد الطيران الآلي بسبب الطقس السئ وسيطرة الرحلة في التضاريس بسبب عدم الأنتباه للأرض بسبب إلهاء الطاقم تحطمت في غابة نائية علي بعد 4 كيلومترات شرقي مطار فرانكفورت ايغلسباتش بمدينة فرانكفورت بدولة ألمانيا وقتل جميع الركاب والطاقم البالغ 5 أشخاص وكانت رحلة الطائرة الأولي في 11 سبتمبر 2003 وسلمت لشركة طيران ألمانية خاصة تدعي باسم شركة ليدل دنستلتنج المحدودة (رقم التسجيل :D-BKLI) في 20 ديسمبر 2003 وسلمت لشركة آسيا اليوم المحدودة في 25 يونيو 2008 بعد مدة عمل دامت 5 أعوام و6 أشهر و5 أيام مع شركة ليدل دنستلتنج المحدودة وثم عملت لشركة آسيا اليوم المحدودة لمدة 3 سنوات و8 أشهر و6 أيام حتي ليلة التحطم.